# 西安殺戮
《西安杀戮》（英語：Cross the River）是1990年在香港上映的一部电影，由张彻执导以及编剧，徐小健等人出演的一部电影，该电影讲述一个人为了给朋友平冤昭雪，最后因此而杀了很多人，触犯了法律的故事。

## 劇情簡介
民国时期，一个警察从一个犯人身上察觉到了很多奇怪的事情，于是他便把这些事情告诉了自己的一个朋友，而案件的真相却是一个权贵所做的，并且这个权贵还把这个案件诬陷是这个警察所做的，并且在之后，警察最后因为被冤案诬陷而死。
其后，这位警察的朋友感觉事情有蹊跷，于是便决定通过自己的手段来调查这些事情的来龙去脉，并在之后杀死了这个权贵等其他人，最后他也用死来护法……

## 演员
- 董志華
- 徐小健
- 陈继铭
- 杜玉明
- 贾永泉
- 陈学刚
- 计春华
- 王建军
- 于伟杰
- 穆立新
- 王响伟

## 相關連結
- 豆瓣电影上《西安殺戮》的資料 （简体中文）
- 互联网电影数据库（IMDb）上《西安殺戮》的资料（英文）
- 香港影庫上《西安殺戮》的資料（繁體中文）
- mydramalist链接